# Santos Hernández (liutaio)
Santos Hernández (1874 – 1943) è stato un liutaio spagnolo.
Apprese l'arte liutaia lavorando presso il laboratorio di Manuel Ramírez, fratello di José Ramírez, specializzato nella costruzione di chitarre. Hernandez divenne uno dei più noti costruttori di chitarre flamenco, caratterizzate dall'uso del cipresso per il fondo e le fasce e da un minore spessore di queste e della tavola armonica. Nel 1912 si ritiene che costruì la chitarra classica che accompagnò il giovanissimo Andrés Segovia (1893 - 1987) nelle sue prime folgoranti tournée. Le sue ricerche sull'incatenatura della cassa di risonanza furono influenti per diverse generazioni successive di liutai, quali Marcelo Barbero, Arcángel Fernández e Masaru Kohno.